# Noigandres
Noigandres war eine Gruppe brasilianischer Dichter der Konkreten Poesie, die sich 1952 in São Paulo gründete, ursprünglich bestehend aus Augusto de Campos, Haroldo de Campos und Décio Pignatari. Sie gab eine gleichlautende Zeitschrift heraus, später umbenannt in Invenção, und erhielt weiteren Zulauf. Die Konkrete Poesie in Brasilien, die Arte Concreta, gilt als eigenständige Bewegung, da sie weitgehend unabhängig von europäischen Entwicklungen entstand. Sie wird dem dortigen Modernismo zugerechnet.

## Entstehung und Manifest
Der Name der Gruppe entstammt einem Wort von Ezra Pound, der es wiederum dem Provencalischen Troubadour  Arnaut Daniel entnommen hatte und im Canto XX zitierte, ein Wort ohne eigentliche Bedeutung, in etwa „was Langeweile vertreibt“. 
Eine Ausstellung über „Arte Concreta“ (Konkrete Kunst), die 1. Exposição Nacional de Arte Concreta erfolgte in den Jahren 1956 bis 1958 in São Paulo und Rio de Janeiro.
1958 veröffentlichte Noigandres das Manifest „Plano-piloto para poesia concreta“ (deutsch: Führungsplan für konkrete Dichtung). Auf das Manifest und die Gruppe nahm 1965 Max Bense in seinem Werk Brasilianische Intelligenz Bezug. Sie beriefen sich auf die Autorität der Avantgarde von Mallarmé bis James Joyce, Ezra Pound und E. E. Cummings. Wichtig waren neben dem Wort die konkrete Malerei: Piet Mondrians Boogie-woogie Bildserie und Alexander Calders Mobiles, Anton Weberns Klangfarbenmelodie und Ezra Pounds Theorie des Ideogramms, mit der er Ernest Fenollosas Theorie des chinesischen Schriftzeichens folgte. Das Wort sollte nicht mehr als bloßer Träger von Bedeutung wahrgenommen werden, sondern in seiner Gesamtheit. Es sollte als Artefakt poetisch werden, die Trennung von Signifikat und Signifikant sollte in der Dichtung aufgehoben werden, Laut- und Wortmaterial der Sprache in unmittelbare ästhetische Beziehung zur Druckfläche gesetzt werden.

## Wirkung
Die Konkrete Poesie führte zu einer Umwälzung der brasilianischen Dichtung. Großen Einfluss entwickelte die Konkrete Poesie, wie sie von Noigandres eingeführt wurde, Ende der 1960er Jahre auf die Künstler des Tropicalismo wie Caetano Veloso, Gilberto Gil, Gal Costa, Chico Buarque, José Carlos Capinam, Jards Macalé u. a., auch auf ausländische Künstler wie auf die floral gestalteten Gedichte von Mary Ellen Solt. Mit dem Tropicalismo gelang eine Überwindung der ideologischen Grabenkämpfe unter den Dichtern. Gleichzeitig floss die Konkrete Poesie in die moderne brasilianische Musik ein. Die brasilianische Konkrete Poesie führte vor allem seit den 1970er Jahren zu einer grafischen Erneuerung des Wortes auf allen Ebenen der Gesellschaft, ihre Innovationen wurden ebenso in der Werbung wie in der politischen Propaganda genutzt. Der Einfluss der Konkreten Poesie ist bis in die Gegenwart spürbar, Künstler wie Arnaldo Antunes setzen die Tradition fort.

## Aufsätze
- Pilot Plan for Concrete Poetry (1958)
- Max Bense: Noigandres-Gruppe. Texttheorie
- Claus Clüver: The Noigandres Poets and Concrete Art
- Marjorie Perloff: ‚Concrete Prose‘: Haroldo de Camposs ‚Galáxias‘ and After